# Ifni

Ifni (i kartans mitt) samt övriga spanska och franska områden i och kring Marocko vid 1900-talets mitt.

Ifni var ett litet spanskt område på Marockos Atlantkust 1859-1969, söder om Agadir och i höjd med Kanarieöarna.
Den totala arean var 1 502 km² och befolkningen uppgick 1964 till 51 517 personer. Den huvudsakliga näringen var fiske.

## Historia
Spaniens närvaro i området kan spåras tillbaka till en bosättning som hette Santa Cruz de la Mar Pequeña och som grundades 1476. Dess betydelse byggde på dess position som ett centrum för slavhandeln genom Sahara, slavar skeppades därifrån till sockerplantager på Kanarieöarna. Spanjorerna drevs bort från området av berberna 1524.
När Santa Cruz de la Mar Pequeña hade övergivits, glömde man så småningom bort exakt var den hade legat. Först i mitten av 1800-talet, under kapplöpningen om Afrika, när Frankrike och Spanien båda lade anspråk på Maghreb, väcktes åter det spanska intresset för det förlorade medeltida fortet för att kunna lägga anspråk på den södra delen av Marocko. Ifni bedömdes vara den mest sannolika platsen. Territoriet och dess största stad, Sidi Ifni, avträddes av Marocko till Spanien den 22 oktober 1859, efter det korta spansk-marockanska kriget som har kommit att kallas första kriget om Marocko. Det var dock inte mycket reell spansk närvaro i Ifni förrän 1934, när Spanska Saharas generalguvernör flyttade sitt residens dit.
Under Francos diktatur ändrades områdets status från spansk koloni till spansk provins för att undvika kritik från Förenta Nationerna beträffande avkolonialisering. Spanien återlämnade Ifni till Marocko den 4 januari 1969.